# ایم دونگ جین
ایم دونگ جین (کره‌ای: 임동진؛ زادهٔ ۲۷ آوریل ۱۹۴۴) بازیگر اهل کره جنوبی است. او به خاطر ایفای نقش در مجموعه‌های تلویزیونی همچون پادشاه و ملکه و دائه جویونگ شناخته می‌شود.